# Damphreux
Damphreux es una comuna suiza del cantón del Jura, situada en el distrito de Porrentruy. Limita al norte con la comuna de Lugnez, al noreste con Beurnevésin, al este con Bonfol, al sureste con Vendlincourt, al sur con Coeuve, y al oeste con Basse-Allaine.